# Остров Кверини
О́стров Квери́ни — остров архипелага Земля Франца-Иосифа. Наивысшая точка острова — 125 м. Административно относится к Приморскому району Архангельской области России.

## Расположение
Расположен в северной части архипелага, у самого побережья острова Джексона в водах бухты Каньи.

## Описание
Имеет неровную овальную форму длиной около 1,5 км и шириной около 900 м. Свободен ото льда, в центральной части находится крутая скала высотой 125 м, вдоль побережья — каменистые россыпи.
Назван в честь итальянского исследователя Франческо Кверини (итал. Francesco Querini), погибшего в полярной экспедиции 1900 года.